# Black Friday

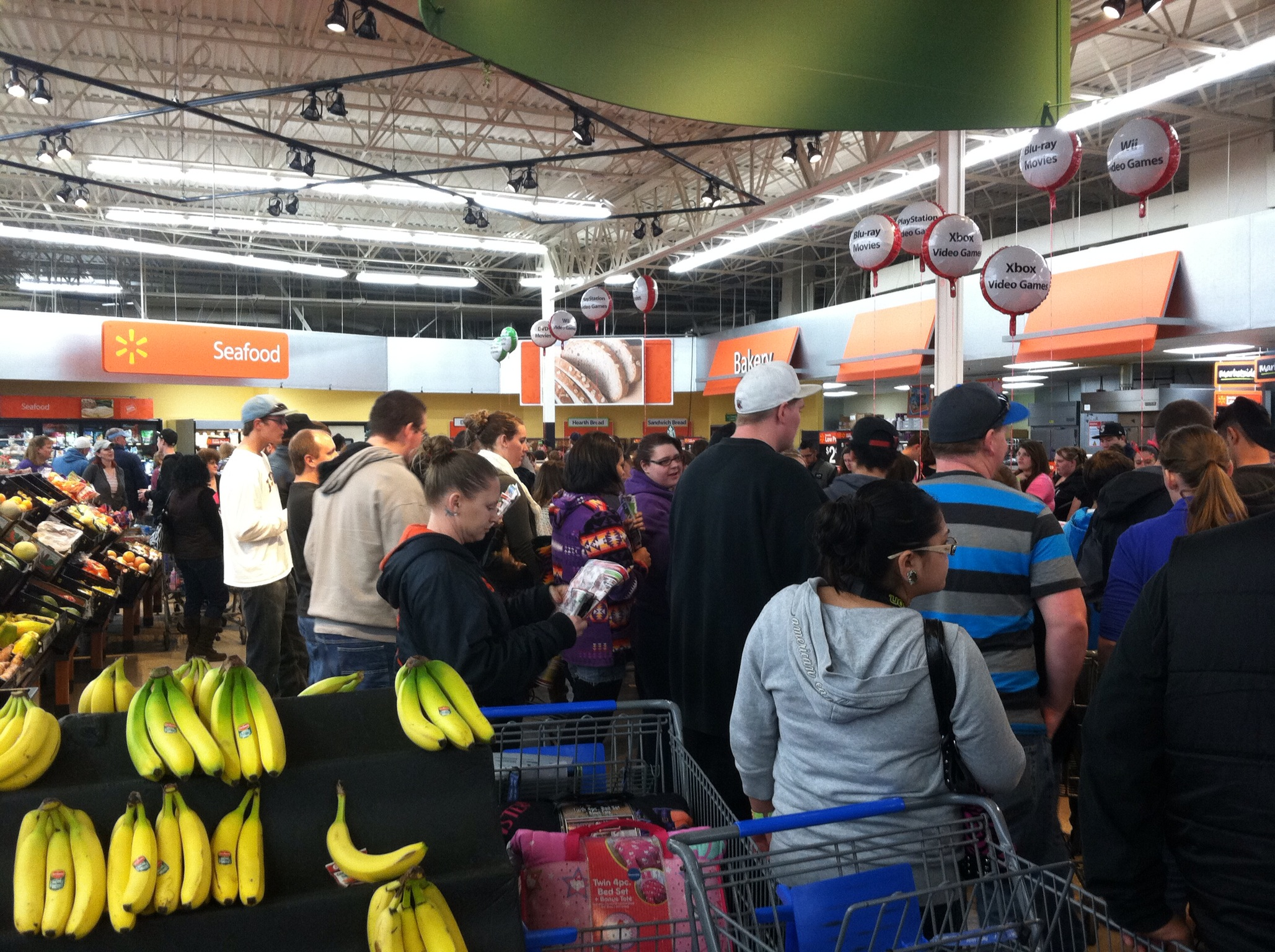
Drukte bij Walmart.

Black Friday (Nederlands: Zwarte Vrijdag) is ontstaan in de Verenigde Staten en valt de dag na Thanksgiving Day, dat wordt gevierd op de vierde donderdag in november. Op vrijdag hebben de meeste werknemers in de Verenigde Staten vrijaf. 
Black Friday wordt beschouwd als het begin van het seizoen voor kerstaankopen. Er wordt met hoge kortingen geadverteerd om klanten te lokken. Heel wat winkels gaan al vroeg in de ochtend open en klanten staan vaak uren in de rij tot de winkels open gaan. Veel webshops bieden eveneens kortingen aan. Oorspronkelijk werden voornamelijk kortingen gegeven op elektronische apparaten, maar dit werd uitgebreid naar allerlei producten en diensten. Ook de kortingsperiode werd verlengd van een naar meerdere dagen.

## Naamgeving
Voor de herkomst van de naam bestaan verschillende theorieën:
- De eerste keer dat de term Zwarte Vrijdag gebruikt werd was niet voor inkopen maar voor een financiële crisis (de goudcrash in september 1869). Twee grote Wallstreet-financiers (Jay Gould en James Fisk) werkten samen om zoveel mogelijk VS-goud op te kopen in de hoop dat de prijs zou stijgen en ze met veel winst terug zouden kunnen verkopen. Op die zwarte vrijdag in september 1869 kwam de samenzwering uit. Hierdoor kwamen de aandelen in vrije val en zorgde voor veel faillissementen.
- Oorspronkelijk komt de naam Black Friday uit de Amerikaanse stad Philadelphia en deze werd in de jaren 1960 voor het eerst gebruikt door de politie om te verwijzen naar de enorme verkeersdrukte in en rond die stad op de dag na Thanksgiving.
- Rond 1981 werd voor het eerst melding gemaakt van een alternatieve theorie dat op die dag de winkeliers voor het eerst "in het zwart" komen te staan, dat wil zeggen winst beginnen te maken voor het jaar. In de Verenigde Staten is het bij de boekhouding namelijk de gewoonte om verliezen in rode inkt in de boeken te schrijven. Het illustreert hoe belangrijk de kerstperiode is voor het jaarlijks eindresultaat.

## Nederland en België
Hoewel Thanksgiving in Nederland heel weinig wordt gevierd, adverteerden in 2015 meer Nederlandse winkels onder het mom van Black Friday dan de jaren ervoor, volgens een persvoorlichter van Detailhandel NL. In grote steden als Rotterdam doen ook horeca en musea mee met kortingsacties. In Nederland is Black Friday vooral populair om goedkoop cadeaus voor Sinterklaas en kerst in te kopen.
In 2016 constateerde Handelsfederatie Comeos dat Black Friday in België populairder was dan het jaar ervoor.
In België mogen sinds 2022 enkel kortingsprijzen geafficheerd worden die een correcte oorspronkelijke prijs weergeven. Deze referentieprijs moet de laagste prijs zijn die voor het product aangerekend werd gedurende de 30 dagen voorafgaand aan de promotie. Op deze manier worden bedrieglijke praktijken ingeperkt. Uit onderzoek blijkt dat hoge kortingen tijdens Black Friday soms te mooi zijn om waar te zijn.
Sommige winkels of webshops geven al korting dagen voor Black Friday en de acties lopen vaak tot de maandag erna op Cyber Monday.

## Toename in aantal online betalingen
In 2017 nam het aantal pintransacties met 65% toe ten opzichte van 2016 en in 2018 was dat weer 47% hoger dan in 2017.

## Prijsstunters
In Amerika wordt tot 75% korting aangeboden tijdens Black Friday. In Nederland zijn de kortingen niet zo hoog. Om toch goede deals aan te kunnen bieden, passen winkeliers hun prijs vlak voor Black Friday aan om zo een hogere korting aan te kunnen bieden. Coolblue kreeg een waarschuwing voor het aanbieden van een stofzuiger van € 179 die vlak voor Black Friday plots € 219 kostte. Tijdens Black Friday werd deze stofzuiger afgeprijsd naar € 159. Klanten dachten zo goedkoop uit te zijn.

## Tegenbeweging
Terwijl grote ketens hoge kortingen geven zijn kleinere zelfstandigen minder geneigd hieraan mee te doen vanuit economisch oogpunt. Er zijn ook merken of winkels die duurzame producten aanbieden en vanuit deze filosofie hier niet aan participeren. Green Friday werd sinds 2017 als protest tegen de overconsumptie op Black Friday in het leven geroepen.